# Alexandre Galitzine
Le prince Alexandre Mikhaïlovitch Galitzine, né le 6 novembre 1723 et mort le 15 novembre 1807 à Moscou, est un aristocrate russe qui fut diplomate et vice-chancelier de l'Empire.

## Biographie
Le prince Alexandre Galitzine est le fils de l'amiral-général Mikhaïl Galitzine (1684-1764) et de son épouse née princesse Narychkine. Il est diplomate au service de la Russie aux Provinces-Unies en 1742. De 1755 à 1761, il est ambassadeur à Londres et il fait partie des aristocrates qui ont soutenu l'arrivée au trône de Catherine II.
Le prince Galitzine est nommé vice-chancelier de l'Empire, vice-président du collège des Affaires étrangères, chevalier de l'Ordre de Saint-Alexandre-Nevski en 1762 et conseiller secret actuel en 1764.

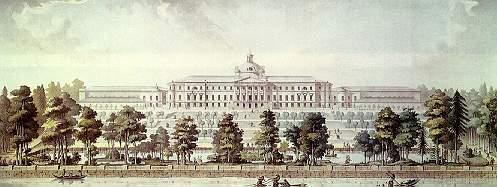
Vue de l'hôpital Galitzine

Il reçoit l'Ordre de Saint-André, la plus haute distinction de l'Empire, en 1774 et devient sénateur et chambellan (Kammerherr) à la cour, en 1775. Il quitte les affaires en 1778 pour s'occuper de ses œuvres de charité à Moscou. Il vend donc son palais de Saint-Pétersbourg. Il fait construire en particulier l'hôpital Galitzine qui ouvre en 1802.
Collectionneur éclairé, c'est aussi un amateur d'art. Sa collection d'art est dispersée par de grandes ventes aux enchères en 1817-1818.
Il meurt à Moscou et il est enterré à  la chapelle de l'hôpital Galitzine.